# Église Saint-Maurice de Mairé
Pour les articles homonymes, voir Église Saint-Maurice.
L'église Saint-Maurice-de-Mairé est une église catholique située à Aiffres, dans le département des Deux-Sèvres.

## Localisation
L'adresse de l'église est le 2, route de Saint-Florent. 

## Historique
L'église est construite au XIe siècle pour le village de Saint-Maurice-de-Mairé. 
Vers 1060, Guillaume Ier de Provence et son épouse Arsinde de Comminges font don de l'église aux moines de l'abbaye Saint-Cyprien de Poitiers pour se mériter une place au paradis. L'église est remaniée au XVe siècle, puis est vendue avec le sanctuaire autour au marchand de Niort Pierre Dubois en 1798,. Elle est inscrite au titre des monuments historiques par arrêté le 26 octobre 1927.
Avec la suppression de la commune de Saint-Maurice-de-Mairé en 1836, l'église perd son statut d'église paroissiale. Elle sert en date de 2022 de grange,. 

## Description de l'église

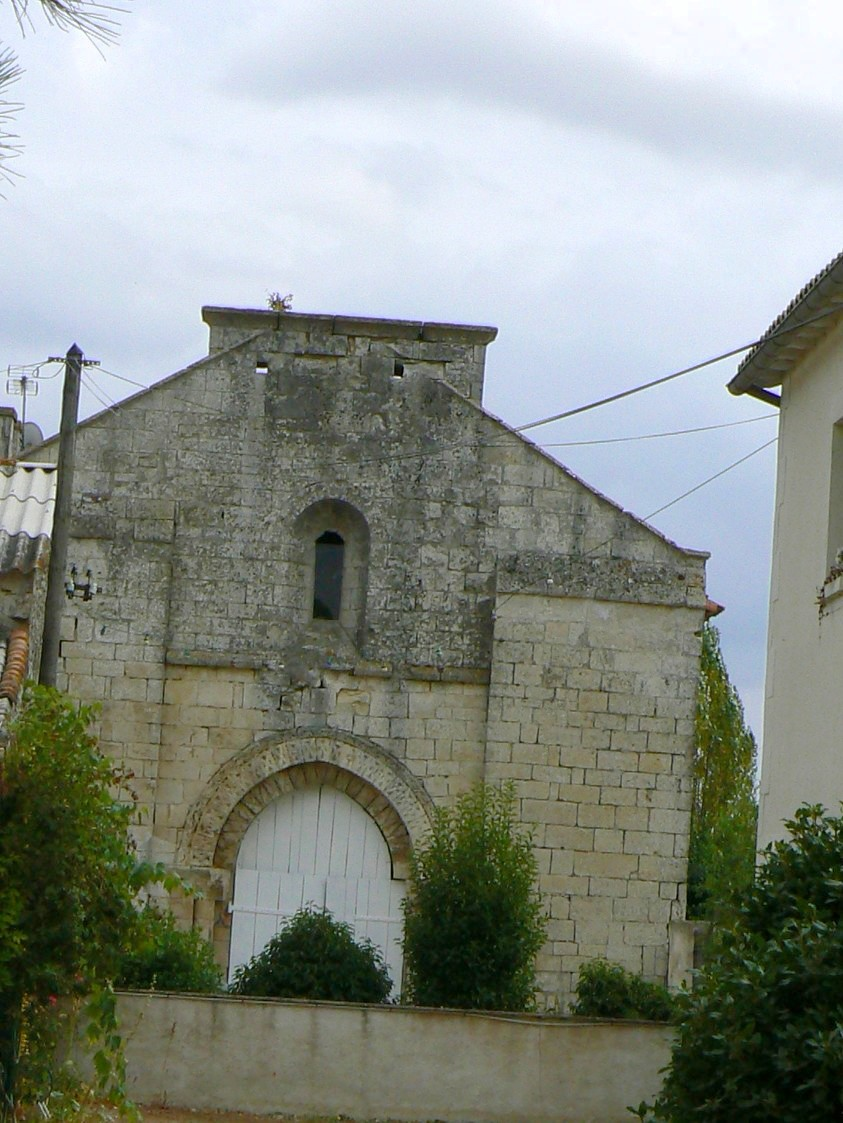
Façade ouest (entrée principale).

Saint-Maurice-de-Mairé a une nef à deux travées et n'a plus d'abside. Les voûtes sont presque toutes tombées, mais les chapiteaux des colonnes tiennent encore. La charpente semble aussi ancienne. La façade sud ne présente plus de contreforts. Celle du côté ouest a une entrée flanquée de colonnes à chapiteaux et archivoltes sculptées. Le haut se termine par un pignon auparavant monté d'un beffroi ajouré,.